# Astios
Astios, lat. Namensform Astius, († um 100)  war ein christlicher Märtyrer und Heiliger. Er lebte zur Zeit Trajans und war Bischof der Gemeinde von Dyrrachion.
Der Legende nach ließ ihn Agricola, der römischen Gouverneur der Provinz Epirus, inhaftieren. Mittels Folter sollte Astios zur Anbetung des Gottes Dionysos gezwungen werden. Er widerstand aber und erlitt das Martyrium am Kreuz. Peregrinus, Germanus, Lucian, Pompeius, Hesychius, Papius und Saturninus, die für Astios eintraten, wurden daraufhin ebenfalls gefangen genommen, in Ketten gelegt, und von einer Galeere in die Adria geworfen.
Astios wird vor allem in der orthodoxen Kirche verehrt. Sein Gedenktag ist dort der 4. Juni, in der katholischen Kirche ist es der 7. Juli.